# Vila Viléma Stanovského
Vila Viléma Stanovského je rodinná vila, která stojí v Praze 5-Hlubočepích ve vilové čtvrti Barrandov, ve svahu mezi ulicemi Barrandovská a Skalní v jejich severovýchodní části.

## Historie
Roku 1930 navrhl architekt Vladimír Grégr vilu pro pplk. Viléma Stanovského a jeho ženu Ludmilu; postavena byla do roku 1932. V Pražském adresáři z roku 1937-1938 je zde bytem a spoluvlastnictvím uvedena Marie Čelakovská, vdova.
Vilém Stanovský byl divizní generál letectva. V první světové válce sloužil v rotě Nazdar, poté ve francouzském letectvu jako stíhací pilot u letky SPA 158. Jako plukovník Československého letectva byl v letech 1937-1939 velitelem 6. leteckého pluku. Na začátku 2. světové války plánoval útěk do Francie, ale byl zatčen gestapem na Barrandově při pokusu o únik zahradou své vily. Vila mu byla posléze zabavena. Vězněn byl na Pankráci, Špilberku a v koncentračním táboře Dachau. Po skončení války byl povýšen na brigádního generála, roku 1951 z armády propuštěn a o rok později zatčen a odsouzen na 17 let vězení. Po zatčení byl majetek rodině zabaven podruhé.
Akademická malířka Ludmila Stanovská, rozená Čelakovská (1904-1948), byla dcerou publicistky Marie Čelakovské, rozené Fáčkové (1876-1951), a Jaromíra Čelakovského, ředitele Zemské banky (1871-1930). Jejím bratrem byl JUDr. Vladimír Čelakovský (1900-1981), dědem botanik profesor Ladislav Josef Čelakovský (1834-1902) a pradědem básník František Ladislav Čelakovský (1799-1852).

## Popis
Ve svahu postavená funkcionalistická vila s plochou střechou má půdorys obdélníka. Z kratší vchodové strany podsklepeného dvojpodlaží vybíhá v obou podlažích nevýrazný rizalit se schodištěm. V přízemí na protější straně je prosklená zimní zahrada, jejíž střecha je v prvním patře využita jako terasa horního bytu. Na terasu navazuje balkon, který vede po celé delší straně domu.

## Po roce 1989
Majetek rodině navrácen nebyl, žaloba dcery Evy Jonášové na vydání barrandovské vily byla po roce 1989 zamítnuta.